# N3 (Niger)
Die N3 oder RN3 ist eine hochrangige Straße vom Typ Nationalstraße (französisch route nationale) in der Region Dosso in Niger.

## Verlauf und Charakteristik
Die N3 ist insgesamt 91 Kilometer lang. Sie beginnt im Dorf Bolbol Goumandey als Abzweigung von der N1. Im Dorf Lido kreuzt sie die N2, die zwischen Mafouta und Boureïmi verläuft. Die N3 führt danach durch den Gemeindehauptort Guéchémé, quert das Trockental Dallol Maouri und erreicht das Dorf Landara. Es folgende mehrere rechtsseitige Abzweigungen: im Gemeindehauptort Douméga die Landstraße RR3-010 zur Staatsgrenze mit Nigeria, im Weiler Koré Béchimi die Route 339 nach Birni Falla und im Departementshauptort Tibiri die Route 328 nach Nassarawa. Die N8 quert dann erneut das Trockental Dallol Maouri. Sie endet im Gemeindehauptort Koré Maïroua, wo noch rechts die Landstraße RR3-009 nach Toumbo Bouya abzweigt, bevor die N3 erneut in die in N1 mündet.
Es handelt sich bei der N3 durchgängig um eine moderne Erdstraße.